# Station Lisewo
Station Lisewo is een spoorwegstation in de Poolse plaats Lisewo Malborskie.